# Hraň
Hraň este o comună slovacă, aflată în districtul Trebišov din regiunea Košice. Localitatea se află la altitudinea de 106 m deasupra n.m., se întinde pe o suprafață de 17,4 km2 și în 2017 număra 1.584 de locuitori.

## Istoric
Localitatea Hraň este atestată documentar din 1331.

## Demografie
| An:                | 1994 | 2004   | 2014   | 2024   |
| ------------------ | ---- | ------ | ------ | ------ |
| Număr de persoane: | 1436 | 1566   | 1617   | 1528   |
| Diferență:         |      | +9,05% | +3,25% | −5,50% |

| An:                | 2023 | 2024   |
| ------------------ | ---- | ------ |
| Număr de persoane: | 1551 | 1528   |
| Diferență:         |      | −1,48% |